# 派克鎮區 (密蘇里州卡特縣)
派克鎮區（英語：Pike Township）是位於美國密蘇里州卡特縣的一個行政鎮區。

## 地方資料
派克鎮區的面積為220.26平方千米，當中陸地面積為220.23平方千米，而水域面積為0.02平方千米。根據2020年美國人口普查的數據，當地共有人口204人，而人口密度為每平方千米0.93人。